# محرشفة العرف الكراشننوفية
محرشفة العرف الكراشننوفية (الاسم العلمي:Lepidolopha krascheninnikovii) هي نوع من النباتات تتبع جنس محرشفة العرف من الفصيلة النجمية.